# Klaudia
A Klaudia latin eredetű női név, a Klaudiusz férfinév női párja. A Klaudiusz a Claudius római nemzetségnévből származik, jelentése eredetileg sánta, béna.

## Rokon nevek
- Klaudetta:[1] a Klaudia olasz beceneve.[2]
- Klaudiána:[1] a Klaudia továbbképzése.[2]
- Klavgyija (Клавдия), orosz névváltozat
- Claudia(wd), latinos írásmóddal
- Claudine (ejtsd 'klodin'), francia névváltozat

## Gyakorisága
Az 1990-es években a Klaudia igen gyakori név volt, a Klaudetta és a Klaudiána szórványosan fordult elő, a 2000-es években a Klaudia a 32-89. leggyakoribb női név, a Klaudetta és a Klaudiána nem szerepel az első 100-ban.

## Névnapok
Klaudia, Klaudetta, Klaudiána
- március 20.
- május 18.
- június 6.

## Híres Klaudiák, Klaudiánák
- Claudia Black ausztrál színésznő
- Claudia Cardinale olasz színésznő
- Claudia de’ Medici osztrák főhercegné, tiroli grófné.
- Claudia Felicitas magyar, német és cseh királyné, német-római császárné
- Klaudia Jans lengyel teniszezőnő
- Claudia Karvan ausztrál színésznő
- Kovács Klaudia válogatott labdarúgó
- Liptai Claudia színésznő, televíziós műsorvezető
- Rhédey Klaudia magyar grófnő
- Claudia Schiffer német fotómodell
- I. Klaudia breton hercegnő, francia királyné